# Dancin' Fool
"Dancin' Fool" là một bài hát của Frank Zappa từ album năm 1979 Sheik Yerbouti. Đây là đĩa đơn đầu tiên trong hai đĩa đơn phát hành từ album, tiếp theo là đĩa đơn thứ hai mang tên "Bobby Brown (Goes Down)." Bài hát được phát hành trên sân khấu vào ngày 30 tháng 10 năm 1977 (có thể được nghe trong bộ phim Halloween '77 phát hành năm 2017). Giống như bài hát của Zoot Allures, "Disco Boy", bài hát này chế giễu nền văn hóa disco vào những năm 1970, nhưng không giống như "Disco Boy", bài hát trực tiếp tập trung vào khía cạnh nhảy của văn hóa. Cụ thể, nhân vật Zappa đang hát không thể không khiêu vũ, dù anh ta khủng khiếp đến thế nào. Anh ấy nói đến điệu nhảy của mình là "tự tử xã hội" và nói, "Cuộc chiến diễn ra và tôi rất sai." Ông đề cập đến như là một phần lý do cho điệu nhảy xấu của mình rằng, "Một trong hai chân của tôi là ngắn hơn bàn chận còn lại", một tham chiếu đến một chấn thương nghiêm trọng Zappa duy trì tại Nhà hát Rainbow vào năm 1971. Nhanh chóng, nó lấy cảm hứng từ chuyển động nhảy điên để giả vũ vũ công, và điều này đặc biệt có liên quan, như disco đã suy giảm. "Dancin 'Fool" xếp hạng ở vị trí thứ 45 trên bảng xếp hạng của Mỹ, trở thành đĩa đơn xếp hạng cao thứ hai của Zappa, sau bài hát năm 1982, Valley Girl. Bài hát được đề cử cho giải Grammy cho "Trình diễn giọng nam Rock xuất sắc nhất", nhưng không được giải. Nó được đưa vào album tuyển tập của Zappa, Strictly Commercial.

## Saturday Night Live
Vào ngày 21 tháng 10 năm 1978, Frank Zappa là một người dẫn chương trình và nhạc sĩ cho chương trình truyền hình nổi tiếng, Saturday Night Live. Sau tập phim, anh bị cấm tham gia chương trình vì khó tính và gây chú ý. Toàn bộ diễn viên đều cố cứu John Belushi, cố gắng tránh xa Zappa cả đêm. Những bài hát mà anh trình diễn với tư cách khách mời là "Dancin 'Fool", "The Meek Shall Inherit Nothing" và "Rollo". Màn trình diễn của anh ấy trên SNL có lẽ là nơi mà "Dancin 'Fool" lần đầu tiên được giới truyền thông chú ý.

## Danh sách bài hát
7"
A."Dancin' Fool" - 3:45
B."Baby Snakes" - 2:02
Hoa Kỳ 12" (MK-83)
A."Dancin' Fool" - 6:15
B."Dancin' Fool" - 6:15